# Вогонья
Вогонья, Воґонья (італ. Vogogna, п'єм. Vogògna) — муніципалітет в Італії, у регіоні П'ємонт,  провінція Вербано-Кузіо-Оссола.
Вогонья розташована на відстані близько 570 км на північний захід від Рима, 115 км на північний схід від Турина, 21 км на захід від Вербанії.

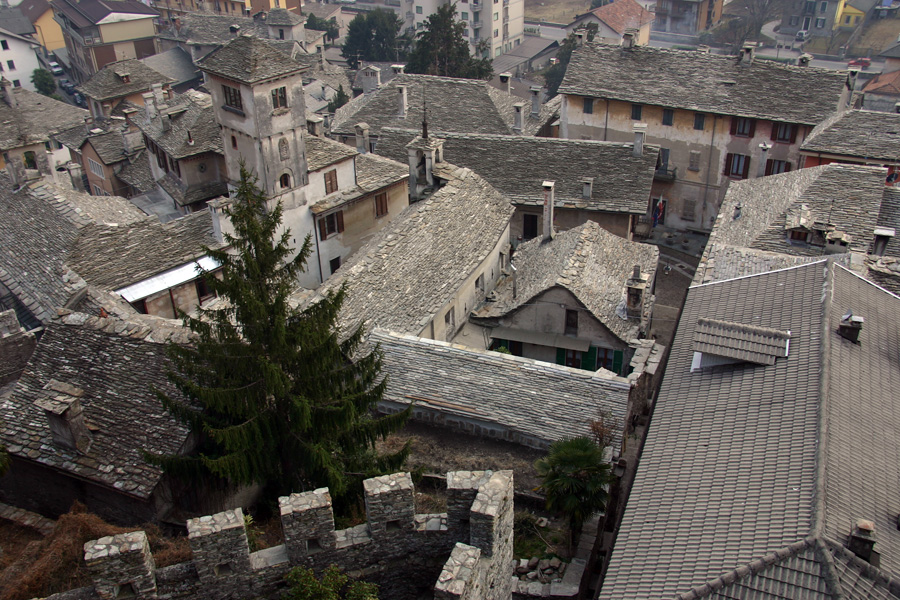

Населення — 1750 осіб (2014).

## Демографія
Населення за роками:

Станом на 1 січня 2023 року в муніципалітеті офіційно проживали 134 іноземці з 27 країн, серед них 19 громадян країн Євросоюзу та 11 громадян України.

## Сусідні муніципалітети
- Беура-Кардецца
- Палланцено
- П'єдімулера
- П'єве-Вергонте
- Премозелло-Кьовенда

## Міста-побратими
- Лансон-Прованс, Франція